# Летяща дървесна змия
Летящата дървесна змия, още пъстра летяща змия, райска змия или каравала (Chrysopelea ornata), е вид змия от семейство смокообразни (Colubridae).

## Физически характеристики
Летящата дървесна змия е чисто дървесен вид, достигащ на дължина до 0,8 – 1,2 m и по-рядко до 1,5 – 1,74 m. Най-често е жълтозелена с тъмен кант между люспите. Някои са пъстри и шарени, от тъмнокафяви до черни, а също могат да бъдат и на петна. На слънчева светлина люспите имат силен блясък. Коремът е светло жълто-зелен. На главата имат 4 или 5 напречни светли ивици.
Тези змии са отровни. Отровните зъби са задни с външен канал, дълги 2 – 3 mm. Отровата е слаба, предизвиква подуване и леки алергични реакции. Змията я вкарва чрез предъвкване. Характерно за вида е, че езикът ѝ има почти същата окраска като тялото.

## Разпространение и местообитание
Видът е разпространен в Южна и Югоизточна Азия. Среща се в Индия, Бангладеш, Шри ланка, Мианмар, Тайланд, Западна Малайзия, Лаос, Камбоджа, Виетнам, Китай, Индонезия и Филипините. Внесен е в северните части на Австралия и на някои Тихоокеански острови.
Обитава тропически и екваториални джунгли, дъждовни гори и тресавища. Избягва човека и урбанизираните райони.

## Подвидове
Известни са два подвида на летящата дървесна змия:
- C. o. ornata (Shaw, 1802) – югозападна Индия
- C. o. ornatissima Werner, 1925 – северна и източна Индия, Непал, Бангладеш и Югоизточна Азия

## Начин на живот
Много видове змии имитират „летене“ (десетина вида), но тази го прави наистина. Изкачва се високо на дървото и скача. Ребрата ѝ разпъват леко кожата и тя става по-широка, коремът се прибира на вътре в тялото и образува жлеб. Докато пада змията замръзва в спираловидна или S-образна поза. Получава се имитация на крило и змията започва да планира. Обикновено „полетите“ са между 10 и 20 метра, но е филмиран полет на разстояние от 120 метра. Предполага се, че може да измине и по-голямо разстояние.

## Хранене
Храни се основно с насекоми и гущери (като летящия дракон) и по рядко с малки птици.

## Размножаване
Снася между 4 и 12 яйца.